# الصافيه (إب)
الصافيه هي إحدى قرى الجمهورية اليمنية. وهي تتبع جغرافيًا لمحافظة إب. وإداريًا لمديرية حبيش. يبلغ تعداد سكانها 1377 نسمة حسب الإحصاء الذي جرى عام 2004.